# Enderleinellidae
Enderleinellidae – rodzina skórnych pasożytów ssaków należących do rzędu Phthiraptera. Powodują chorobę zwaną wszawicą. Wszystkie gatunki należące do tej rodziny są skórnymi pasożytami rodziny wiewiórkowatych. Cechą charakterystyczną tej rodziny są niewielkie rozmiary dorosłych osobników. W rozwoju osobniczym występują 3 stadia larwalne.
Enderleinellidae stanowią rodzinę składającą się obecnie 5 rodzajów.:
- Atopophthirus
- Enderleinellus
  - Enderleinellus nitzschi
- Microphthirus
  - Microphthirus uncinatus
- Phthirunculus
- Werneckia